# Waikawa Harbour
Waikawa Harbour ist ein Naturhafen im Southland District der Region Southland auf der Südinsel von Neuseeland.

## Namensherkunft
Waikawa bedeutet in der Sprache der Māori so viel wie „dunkles“ oder „bitteres Wasser“.

## Geographie
Der Waikawa Harbour befindet sich rund 65 km südöstlich von Invercargill an der Südseite der Südinsel, mit Zugang zum Pazifik über die Porpoise Bay, in die der Naturhafen mündet. Der nach Westen hin geöffnete Naturhafen besitzt eine Länge von rund 5,4 km und misst an seiner breitesten Stelle rund 2,6 km. Der Hafeneingang hat eine Breite von 210 m, während sich die Küstenlänge auf rund 21,5 km erstreckt.
Die einzige kleine Siedlung, die sich am Waikawa Harbour befindet, ist Waikawa am Westufer.

## Geschichte
Der Waikawa Harbour wurde zwischen den 1880er Jahren und 1920er Jahren intensiv für den Walfang und den Transport von Gütern genutzt, die sich aus dem Goldbergbau, dem Flachsanbau und der Landwirtschaft ergaben. Ab den 1920er Jahren wurde der Schiffsverkehr dann eingestellt.